# بوب هاريس (موسيقي)
بوب هاريس (بالإنجليزية: Bob Harris)‏ هو عازف بيانو وموسيقي أمريكي، ولد في 27 سبتمبر 1943 في لوس أنجلوس في الولايات المتحدة، وتوفي في 11 أغسطس 2001.

## وصلات خارجية
- بوب هاريس على موقع ميوزك برينز (الإنجليزية)
- بوب هاريس على موقع ديسكوغز (الإنجليزية)